# Takikawa
Takikawa (jap. 滝川市 Takikawa-shi) – miasto w Japonii, na wyspie Hokkaido, w podprefekturze Sorachi. Miasto ma powierzchnię 115,90 km². W 2020 r. mieszkało w nim 39 490 osób, w 18 636 gospodarstwach domowych  (w 2010 r. 43 170 osób, w 18 912 gospodarstwach domowych) . W mieście rozwinął się przemysł drzewny.